# اتصالات معلوماتية

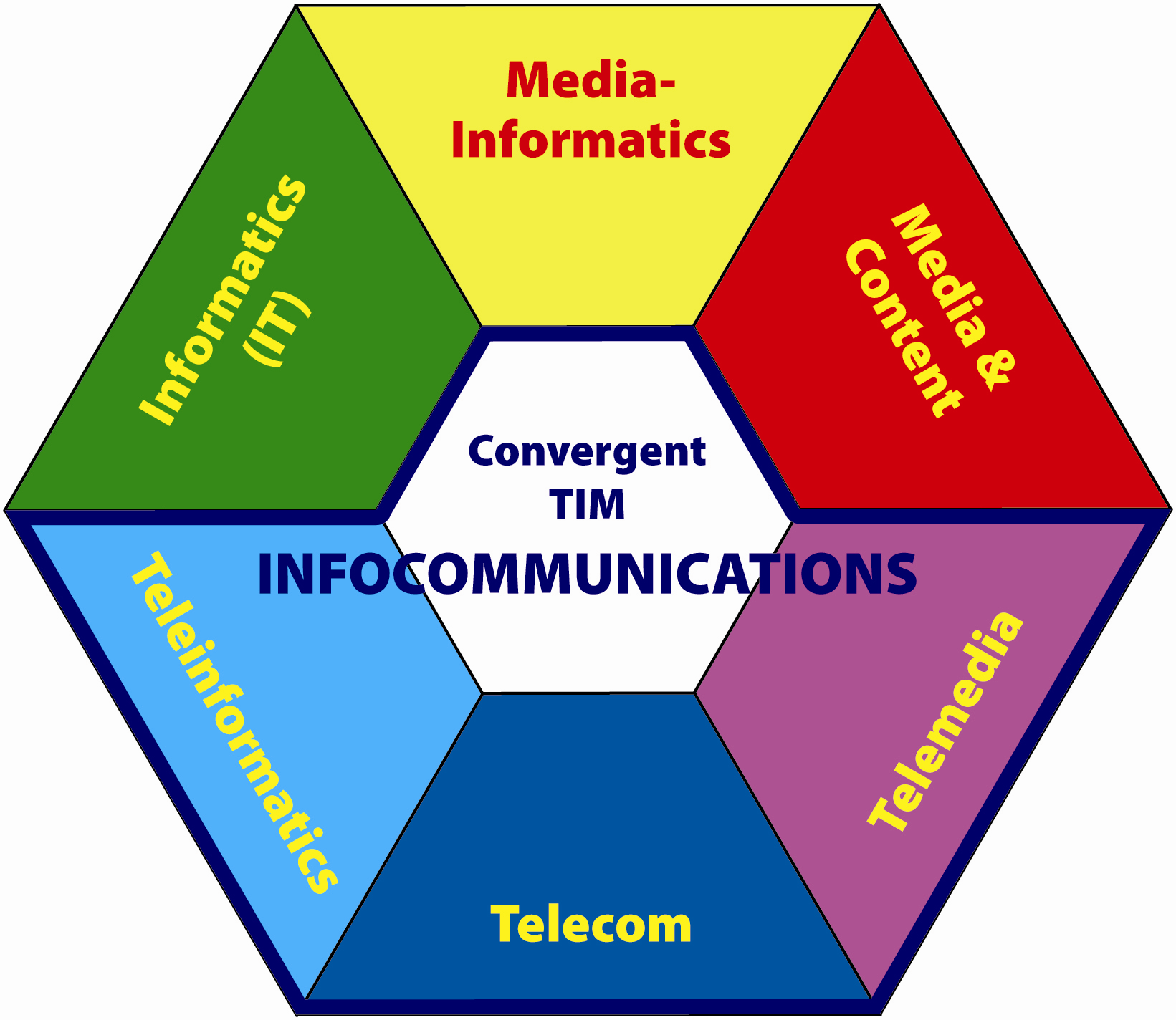
موشور التقارب الرقمي: الإتصالات المعلوماتية تحديد المواقع

الاتصالات المعلوماتية Infocommunications هو التوسع الطبيعي في الاتصالات السلكية واللاسلكية Telecommunications مقترنا بمعالجة المعلومات وظائف معالجة المحتوى بما في ذلك جميع أنواع الاتصالات الإلكترونية Electronic communications (الهاتف الثابت والمحمول، واتصالات البيانات، والاتصالات وسائل الإعلام، والبث الإذاعي، الخ) على قاعدة التكنولوجيا الرقمية المشتركة، وذلك أساسا من خلال تكنولوجيا الإنترنت. لمعلومات مفصلة عن الاتصالات المعلوماتية والمصطلحات ذات الصلة,أضغط هنا.

## تاريخها
ظهر مصطلح الاتصالات المعلوماتية ، أو بشكل مختصر ، أنفوكوم (Infocom) أو (Infocomm), لأول مرة في بداية الثمانينات في المؤتمرات العلمية, ثم اعتمد تدريجيا في التسعينات من قبل اللاعبين الأساسيين في قطاع الاتصالات السلكية واللاسلكية، بما في ذلك المصنعين، ومقدمي الخدمات والسلطات التنظيمية والمنظمات الدولية للتعبير بوضوح عن مشاركتهم في عملية التقارب بين قطاعات الاتصالات وتكنولوجيا المعلومات.
إنطلقت عملية التقارب من خلال تطوير واسع النطاق في التكنولوجيا الرقمية وحدت التكنولوجيا الرقمية. أعادت تكنولوجيا الإنترنت, جذريا, تشكيل الاتصالات السلكية واللاسلكية، معالجة المعلومات المتكاملة, ووظائف إدارة المحتوى،  ,. فصلت سلسلة من القطاعات الفرعية للاتصالات لأغراض المراحل التطورية والنماذج ذات القيمة (value-chain models), من خلال توحيد الاتصالات السلكية واللاسلكية إلى الاتصالات المعلوماتية، وكذلك (الاتصالات المعلوماتية المعرفية Cognitive infocommunications أنظر , ، إنترنت الأشياء ، إنترنت المستقبل Future Internet ، انظر).